# Metaarsenin sodu
Metaarsenin sodu (arsenin sodu) – nieorganiczny związek chemiczny, sól sodowa kwasu arsenawego.

## Właściwości chemiczne
Arsenin sodu jest niepalną substancją. Jest silnie higroskpijny, pochłania parę wodną i absorbuje CO2 z otoczenia.

## Otrzymywanie
Otrzymywany może być poprzez stapianie węglanu sodu z tlenkiem arsenu(III).
Inną metodą otrzymywania jest reakcja trisiarczku diarsenu z wodorotlenkiem sodu.
2As2S3 + 8NaOH → 2Na3AsS3 + 2NaAsO2 + 4H2O.

## Zastosowanie
Arsenin sodu jest stosowany przy uprawie winorośli jako środek owadobójczy. Wykazuje on jednak dużą toksyczność dla środowiska. Badania wykazały, że środki ochrony roślin na bazie arseninu sodu są rakotwórcze, przez co stwarzają zagrożenie dla użytkowników, mimo stosowania środków ochrony w czasie użycia. Decyzja ta została podjęta w maju 2001 roku zalecając wprowadzenie zakazu stosowania arseninu sodu. Jest bardzo toksyczny. Już niewielkie ilości powodują sinicę, śpiączkę, drgawki, paraliż, neuropatię obwodową oraz uszkodzenia wątroby i nerek. Dla zwierząt arsenin sodu jest mutagenem.
Arsenin sodu znalazł też zastosowanie jako środek konserwujący skóry oraz w produkcji mydeł i środków antyseptycznych, a także w medycynie i farmacji. Wykazano, że wpływa na ekspresję genów związanych z homeostazą glukozy w tkankach. Bierze więc najprawdopodobniej udział w patogenezie cukrzycy typu 2, jednak mechanizm działania na poziomie molekularnym nie został jeszcze dokładnie poznany.